# Мейнхард (герцог Баварії)
Мейнхард I (*Meinhard I, 9 лютого 1344  —13 січня 1363) — герцог Верхньої Баварії у 1361—1363 роках, граф Тіролю у 1361—1363 роках (як Мейнхард III).

## Життєпис
Походив з династії Віттельсбахів. Син Людвіга V, герцога Верхньої Баварії, та Маргарита, графині Тіроля. Народився у 1344 році в Ландсгуті. У 1347 році помер його дід Людвіг IV, імператор Священної Римської імперії. Після цього Мейнхард перебрався до Відня. У 1359 році в Пассау відбулися його зарученні з Маргаритою, донькою Альбрехта II, герцога Австрії.
У 1361 році після смерті батька, Мейнхард успадкував його володіння. Водночас став співволодарем матері. Невдовзі він перебрався до Мюнхена. Разом з тим стикнувся з амбіціями місцевої знаті, що намагалася домогтися впливу над малим герцогом. Мейнхард отримав підтримку з боку князя-єпископа Айхштадта. За порадою стрийка Стефана II повернувся до Тіроля.
У 1363 році помер в Мерано поблизу замку Тіроль. В Верхній Баварії йому спадкував Стефан II Віттельсбах, а в Тіролі мати продала права на графство Рудольфу IV Габсбургу, герцогу Австрії. Втім це спричинило війну між Стефаном II і Рудольфом IV.